# ピアノソナタ第5番 (プロコフィエフ)
ピアノソナタ第5番ハ長調は、セルゲイ・プロコフィエフが亡命時代の1923年に作曲し、最晩年の1952年から1953年にかけて改訂したピアノソナタ。初版に作品番号38、改訂版に作品番号135が付けられている。プロコフィエフはこの作品の改訂後に間もなく死去しており、作品135は完成した最後の作品となった。改訂はプロコフィエフの晩年の様式である簡素化の方向で行われている。今日、この作品は初版でも改訂版でも演奏されている。
初演は、初版が1924年にパリでプロコフィエフ自身のピアノによって、改訂版が1955年（プロコフィエフの死後）にアルマアタ（アルマトイ）でアナトリー・ヴェデルニコフのピアノによって行われた。なお、ヴェデルニコフはプロコフィエフが改訂を行った際にいくつかの提案をしていた。

## 楽曲構成
3楽章からなり、演奏時間は約16分である。
- 第1楽章　アレグロ・トランクイロ　ハ長調　4分の4拍子　ソナタ形式
- 第2楽章　アンダンティーノ　変ト長調　8分の3拍子　三部形式
- 第3楽章　ウン・ポーコ・アレグレット　ハ長調　4分の4拍子　ロンド形式

## 初版と改訂版の違い
改訂は部分的な書き直しにとどまらず、全曲にわたって修正が加えられている。
- 第1楽章 - 主に展開部から再現部までの大幅な変更とコーダの変更。さらに細部の音符の変更。
- 第2楽章 - 装飾音、和音の構成音の変更。
- 第3楽章 - 展開部からコーダまで大幅な変更。構成を明快にし、コーダを全面的に書き直して大幅に延長した。細部の音符も変更。